# 新·日本英雄宇宙
新·日本英雄宇宙（日语：シン・ジャパン・ヒーローズ・ユニバース，縮寫為S.J.H.U）是一個日本跨媒體製作的合作項目，由東寶、Khara、圓谷製作和東映共同合作。該企劃最初於2022年2月14日正式宣佈，這些電影是對著名特攝系列的現代重新詮釋，所有電影都帶有片假名標題「新」（シン）。
2016年，庵野秀明與樋口真嗣共同執導《正宗哥吉拉》後，正式開啟了「新」系列。該電影作為《哥斯拉》系列的重啟以當代政治為背景，強調日本社會和官僚機構對怪獸暴行的回應。接下來由庵野執導、編劇和製片的《福音戰士新劇場版：終》（2021）成為《新世紀福音戰士》系列的最終章。與《正宗哥吉拉》一樣，《福音戰士新劇場版：終》成為當年日本票房第二高的電影，也是系列中票房最高的電影。同年，四家公司同意成立「真日本英雄宇宙」合資計畫，並獲得了庵野的協助。
2022年2月，四家公司正式宣布「新·日本英雄宇宙」企劃，庵野被視為該企劃的主要創作者。同年，樋口《新·超人力霸王》在日本取得巨大的票房成功，並在海外舉辦了多個電影節的放映。第四部系列電影《新·假面騎士》則於2023年上映。

## 創立

### 開發
在2021年，Khara、東映、東寶和圓谷製作舉行了一次會議，一致同意創建「新·日本英雄宇宙」，該企劃的實驗則是得到庵野秀明的協助。該企劃在四方公司間在庵野的監督下舉行會議所取得的成果，庵野表示「是在相關公司的討論中構思的，從結合日本人引以為豪的英雄文化，以合作的形式在世界範圍進一步擴展，並激發更多樂趣。起初最初歸因版權因素，使得各方作品展開的企劃很難調整，在商業利益也不顯著。所以必須要有將粉絲服務優先於商業合作本身的內容，才能做到這一點企劃。庵野還補充說：目前該企劃先以使用名為「シン」的名稱作為權宜之計的主軸。將來「シン」這個標題會在未來的作品中刪除，並希望藉由新·日本英雄宇宙的發展，不僅能夠令粉絲感到高興，作為一種超越角色與世界界限的新風氣影響英雄文化。此前的2016年，Khara和東寶先前已經合作過類似的跨界項目，結合《新世紀福音戰士》和《正宗哥斯拉》的連動企劃，包括《哥吉拉對福音戰士》和《哥斯拉vs福音戰士：真實的4D》。
2022年2月14日，四家公司正式宣布「新·日本英雄宇宙」的合作企劃，並應用於商品、特別活動和其他企劃。該企劃將聯合庵野秀明以「シン（Shin，具有包含「新」、「真」、「神」的意義。）」為標題的作品，被列入的作品包括《正宗哥吉拉》、《福音戰士新劇場版：終》（又作：新·福音戰士劇場版）、《新·超人力霸王》和《新·假面騎士》。品牌的官方標誌由出渕裕設計，而宣傳視覺預告圖則由前田真宏繪製。
2022年7月，樋口真嗣表示，該項目僅用於商品、特別活動和搭配活動，並非跨界連動，並表示該系列的所有電影應單獨分開看待，而非複製如漫威電影宇宙等構成共同世界的公式。

### 商業
2022年5月，萬代南夢宮控股公司宣布了首個SJHU項目，名為《新·日本英雄樂園》，該遊樂園計劃於2022年7月至11月在橫濱市、大阪市梅田和博多的萬代南夢宮連鎖店開業。同年7月，工合線上娛樂在其手機益智遊戲《龍族拼圖》中加入了《正宗哥斯拉》中的哥吉拉和《新·超人力霸王》中登場的超人力霸王及怪獸、宇宙人角色。10月，宣布推出了一款名為《哥斯拉VS福音戰士：G細胞覺醒》的彈珠遊戲，遊戲中的福音戰士將會變異成哥斯拉。
接下來的一個月，萬代南夢宮宣布推出了紀念《新·日本英雄樂園》的腕錶，並於11月25日開始在PREMIUM BANDAI上接受預訂，售價為33,000日元。同月，TAMASHII NATIONS宣布推出一系列以初號機、哥斯拉、假面騎士和超人力霸王為設計原型的新款人物模型。
2023年1月，又宣布了兩個SJHU產品：零食公司Befco宣布推出以SJHU為主題的爆米花禮包特別促銷活動，UNIQLO宣布將於2023年3月推出新款T卹。3月，東京歌舞伎町開設了一個以《福音戰士：終》和《新·假面騎士》為靈感的居酒屋，營業時間為3月10日至5月28日。接下來的一個月推出電子遊戲《SD新·假面騎士Rumble》，遊戲中包含三個DLC套裝。。 
5月，萬代玩具部門發布了《S.J.H.U.PROJECT 新宇宙機器人》玩具，售價為23,100日元，預定於2024年1月發售，該複合型機器人融合了每部電影的主角元素。廣田浩史執導了一段宣傳視頻，展示了新宇宙機器人實體戲服。

## 電影
| 序 | 電影                     | 日本上映日期  | 導演     | 編劇     | 監製                  | 製片公司                  | 狀態   |
| -- | ------------------------ | ------------- | -------- | -------- | --------------------- | ------------------------- | ------ |
| 1  | 《正宗哥吉拉》           | 2016年7月29日 | 庵野秀明 | 庵野秀明 | 山內章弘              | 東寶                      | 已上映 |
| 2  | 《福音戰士新劇場版：終》 | 2021年3月8日  | 庵野秀明 | 庵野秀明 | - 庵野秀明 - 緒方智幸 | Khara                     | 已上映 |
| 3  | 《新·超人力霸王》        | 2022年5月13日 | 樋口真嗣 | 庵野秀明 | - 臼井央 - 黑澤桂     | - 圓谷製作 - 東寶 - Khara | 已上映 |
| 4  | 《新·假面騎士》          | 2023年3月18日 | 庵野秀明 | 庵野秀明 | 白倉伸一郎            | - 東映 - Cine Bazar       | 已上映 |

### 經常出現的演員和角色
| 演員       | 電影                 | 電影                 | 電影                  | 電影               |
| 演員       | 正宗哥吉拉           | 福音戰士新劇場版：終 | 新·超人力霸王         | 新·假面騎士        |
| ---------- | -------------------- | -------------------- | --------------------- | ------------------ |
| 庵野秀明   | 消防員V              |                      | 超人力霸王            |                    |
| 市川實日子 | 尾頭弘美             |                      |                       | 綠川硝子           |
| 松尾鈴木   | 早船達也             |                      |                       | SHOCKER創設者      |
| 長澤雅美   |                      |                      | 淺見弘子              | 毒蠍強化人         |
| 齋藤工     | 池田                 |                      | 神永新二 / 超人力霸王 | 情報機關人員（瀧） |
| 嶋田久作   | 片山（臨時外務大臣） |                      | 大隈泰司              |                    |
| 高橋一生   | 安田龍彥             |                      | 超人力霸王V           |                    |
| 竹野內豐   | 赤坂秀樹             |                      | 政府人員              | 政府人員（立花）   |
| 塚本晋也   | 間邦夫               |                      |                       | 綠川弘             |
| 山寺宏一   |                      | 加持良治V            | 佐非V                 |                    |

- ^  配音形式參演

### 票房
（下列票房數據均為美金統計）
| 電影                 | 總票房       | 總票房     | 總票房       | 歷史排名 | 歷史排名 | 參考文獻      |
| 電影                 | 日本         | 其他地區   | 全球         | 日本     | 美國     | 參考文獻      |
| -------------------- | ------------ | ---------- | ------------ | -------- | -------- | ------------- |
| 正宗哥吉拉           | $75,403,349  | $2,486,278 | $78,053,145  | 66       | 7,443    | [ 23 ]        |
| 福音戰士新劇場版：終 | $92,246,218  | $1,516,794 | $93,763,012  |          |          | [ 24 ]        |
| 新·超人力霸王        | $33,500,000  | $925,071   | $34,425,071  |          |          | [ 25 ] [ 26 ] |
| 新·假面騎士          | $15,655,858  |            | $15,655,858  |          |          | [ 27 ]        |
| 總計'                | $216,805,425 | $5,519,866 | $221,897,086 |          |          |               |

### 評價
| 電影                        | 爛番茄          | Metacritic    |
| --------------------------- | --------------- | ------------- |
| 正宗哥吉拉 (2016)           | 86% (73條評論)  | 67 (14條評論) |
| 福音戰士新劇場版：終 (2021) | 100% (25條評論) | 84 (7條評論)  |
| 新·超人力霸王 (2022)        | 96% (26條評論)  | 85 (7條評論)  |
| 新·假面騎士 (2023)          | 78% (9條評論)   | 待定          |

## 潛在的更多電影
庵野秀明曾提出三部《新·日本英雄宇宙》真人電影的續集計劃。在《正宗哥吉拉》即將完成時，庵野提出了一部名為《正宗哥吉拉的逆襲》的續集計劃，由樋口真嗣執導。然而，在2018年，東寶的首席哥吉拉官員太田啟治告訴《日本經濟新聞》，不存在拍攝《正宗哥吉拉》續集的可能性，而是希望製作類似於漫威電影宇宙的共同宇宙。
在《新·超人力霸王設計集》中，庵野表示，他最初於2018年1月提出了一部三部曲的提案，首部為《新·超人力霸王》，續集和一部重拍1967年電視系列《超人七號》的電影，名為《新·超人七號》（シン・ウルトラセブン）。
庵野於2023年4月9日透露，他有意讓《新·假面騎士》製作續集的可能性。他表示如果東映有要求，他已經準備好製作續集，並在創作《新·假面騎士》時開始計劃這部電影，標題為《新・假面騎士：假面之世界》（シン・仮面ライダー 仮面の世界）。

## 另見
- Compati Hero系列
- 怪獸宇宙
- 福音戰士新劇場版
- 超人力霸王VS假面騎士（日语：ウルトラマンVS仮面ライダー）

## 外部連結
- 官方网站 （日語）
- 《福音戰士新劇場版：終》官方網站 （页面存档备份，存于）（日語）
- 《正宗哥吉拉》官方網站 （页面存档备份，存于） （日語）
- 《新·超人力霸王》官方網站 （页面存档备份，存于） （日語）
- 《新·假面騎士》官方網站 （页面存档备份，存于） （日語）